# Marcelina (insecto)
Marcelina es un género de polillas de la familia Tortricidae.

## Especie
- Marcelina mera Razowski & Becker, 2000